# HC Metalloerg Magnitogorsk
HC Metalloerg Magnitogorsk (Russisch: ХК Металлург Магнитогорск), is een Russische ijshockeyclub die speelt in de Kontinental Hockey League (KHL). De ploeg werd opgericht in 1955. Metalloerg speelt zijn thuiswedstrijden in het Arena Metalloerg in Magnitogorsk.
De eigenaar van HC Metalloerg Magnitogorsk is de Metallurgisch Kombinaat van Magnitogorsk.

## Erelijst
Vysshaya Liga (4): 1998, 1999, 2001, 2007
European Hockey League (2): 1999, 2000
IIHF European Champions Cup (1): 2008
IIHF Super Cup (1): 2000
Kontinental Hockey League
- Gagarin Cup (3): 2014, 2016, 2024
- Opening Cup (2): 2015, 2017

Spengler Cup (1): 2005
Silver Stone Trophy (3): 1999, 2000, 2008

## Retired nummers
| Metalloerg Magnitogorsk "retired" nummers |                 |         |           |
| Nr                                        | Speler          | Positie | Loopbaan  |
| 15                                        | Jan Marek       | C       | 1997–2011 |
| 34                                        | Ravil Goesmanov | LW      | 1989–2010 |